# Erythrina
Genre
Erythrina est un genre de plantes à fleurs dicotylédones de la famille des Fabaceae, sous-famille des Faboideae, à répartition pantropicale, qui comprend 129 espèces reconnues, distribuées un peu partout sur le globe dans les régions tropicales et subtropicales et présentant parfois plusieurs variétés.
Plusieurs espèces d’Erythrina ont de grandes fleurs rouges, ce qui est à l'origine de leur nom (du grec ερυθρος : « rouge »). Cependant plusieurs espèces d’Erythrina ont des fleurs d'autres couleurs : ainsi le wiliwili (Erythrina sandwicensis) a naturellement des fleurs oranges, jaunes, saumon, vertes ou blanches. Ce polymorphisme est sans doute unique au sein de ce genre. 

## Caractéristiques générales
Les plantes du genre Erythrina sont des arbres ou des arbustes, plus rarement des plantes herbacées vivaces, munies de piquants. Les feuilles trifoliées présentes de petites stipules.
Les fleurs, remarquables par leur couleur et leur forme, sont groupées en inflorescences racémeuses terminales ou axillaires. La corolle, souvent rouge ou orange, est en général plus longue que le calice, et présente des pétales très inégaux : l'étendard large, arrondi ou oblong est souvent plié longitudinalement, dressé ou étalé, les ailes sont courtes, parfois absentes, la carène très courte. Les étamines sont diadelphes, avec une étamine vexillaire libre. L'ovaire stipité (pédicellé) compte de 2 à de nombreux ovules.
Les fruits sont des gousses stipitées, le plus souvent linéaires-oblongues, souvent courbées, généralement déhiscentes le long de la suture ventrale, rarement indéhiscentes, généralement coriaces ou ligneuses, souvent rétrécies entre les graines mais non cloisonnées. Elles comptent de 1 à 14 graines ovoïdes, de couleur  blanche, grise ou brune, rarement rouge avec des taches foncées.
Certaines espèces de Nouvelle-Calédonie attirent les roussettes et sont appelées pour cette raison « arbres à roussettes ».

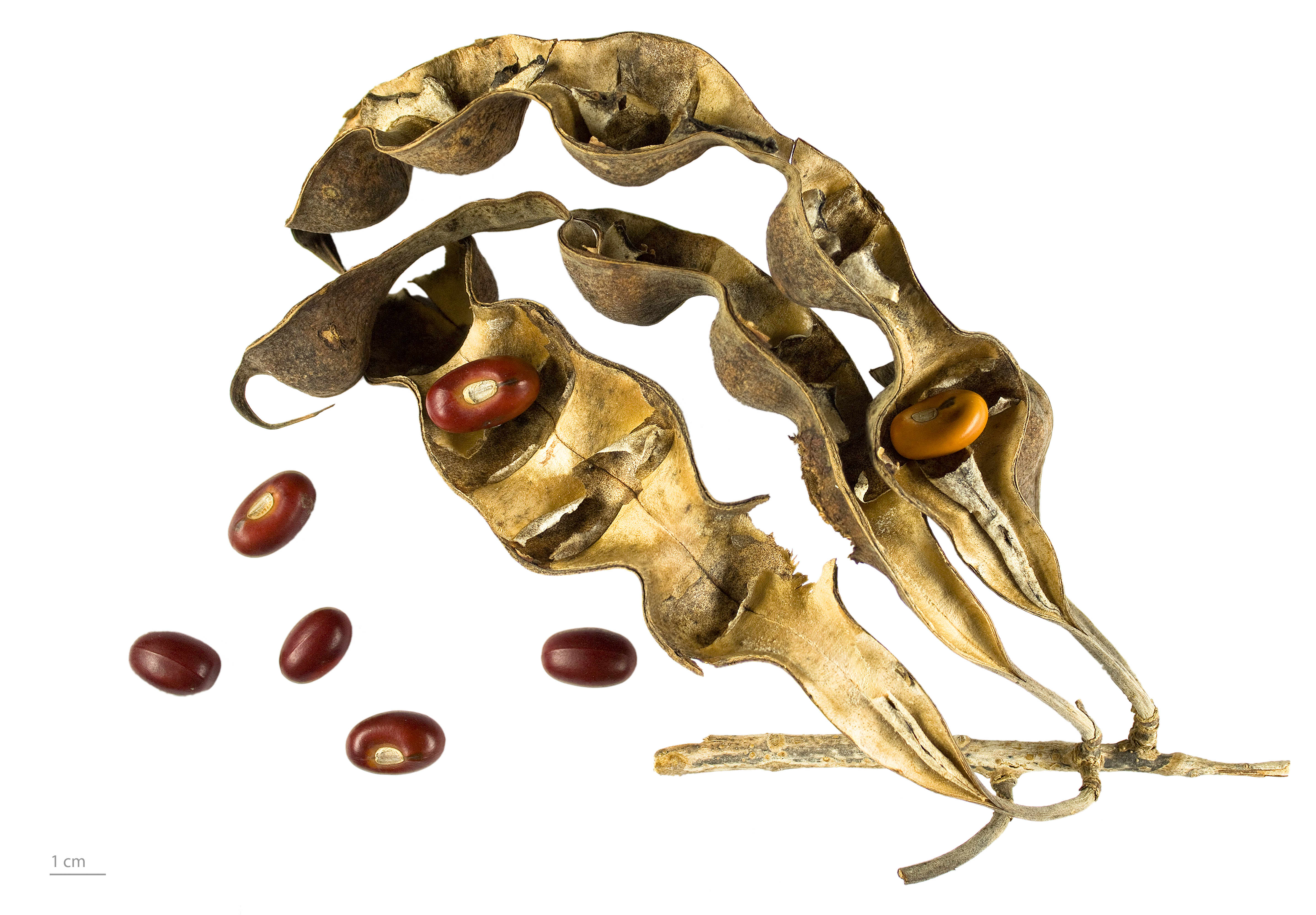
Erythrina flabelliformis, gousses et gaines. MHNT

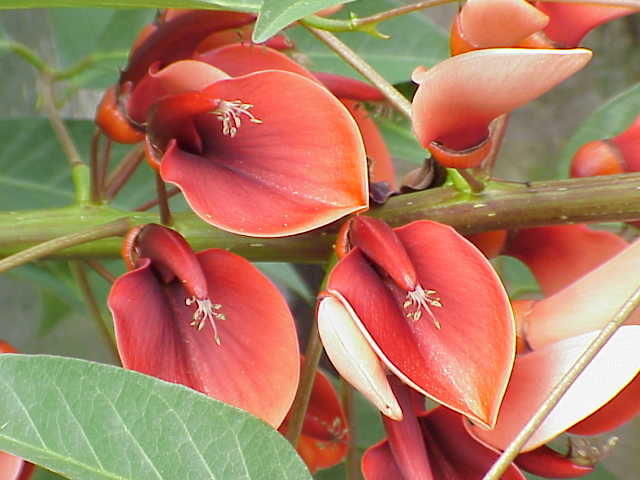
Erythrina crista-galli, fleurs.

## Liste d'espèces
Selon The Plant List (3 novembre 2018) :
- Erythrina abyssinica DC.
- Erythrina acanthocarpa E.Mey.
- Erythrina addisoniae Hutch. & Dalziel
- Erythrina amazonica Krukoff
- Erythrina americana Mill.
- Erythrina ankaranensis Du Puy & Labat
- Erythrina arborescens Roxb.
- Erythrina atitlanensis Krukoff & Barneby
- Erythrina barqueroana Krukoff & Barneby
- Erythrina batolobium Barneby & Krukoff
- Erythrina baumii Harms
- Erythrina berenices Krukoff & Barneby
- Erythrina berteroana Urb.
- Erythrina bidwillii Lindl.
- Erythrina blakei R.Parker
- Erythrina breviflora DC.
- Erythrina brucei Schweinf.
- Erythrina buchii Urb.
- Erythrina burana Chiov.
- Erythrina burttii Baker f.
- Erythrina caffra Thunb.
- Erythrina caribaea Krukoff & Barneby
- Erythrina castillejiflora Krukoff & Barneby
- Erythrina chiapasana Krukoff
- Erythrina chiriquensis Krukoff
- Erythrina cobanensis Krukoff & Barneby
- Erythrina cochleata Standl.
- Erythrina coddii Krukoff & Barneby
- Erythrina corallodendron L.
- Erythrina coralloides DC.
- Erythrina costaricensis Micheli
- Erythrina crista-galli L.
- Erythrina cubensis C.Wright
- Erythrina decora Harms
- Erythrina dominguezii Hassl.
- Erythrina droogmansiana De Wild. & T.Durand
- Erythrina dyeri Hennessy
- Erythrina edulis Micheli
- Erythrina eggersii Krukoff & Moldenke
- Erythrina elenae R.A.Howard & W.R.Briggs
- Erythrina euodiphylla Hassk.
- Erythrina excelsa Baker
- Erythrina falcata Benth.
- Erythrina flabelliformis Kearney
- Erythrina florenciae Krukoff & Barneby
- Erythrina folkersii Krukoff & Moldenke
- Erythrina fusca Lour.
- Erythrina gibbosa Cufod.
- Erythrina glabrescens R. N. Parker
- Erythrina globocalyx Porsch & Cufod.
- Erythrina goldmanii Standl.
- Erythrina greenwayi Verdc.
- Erythrina grisebachii Urb.
- Erythrina guatemalensis Krukoff
- Erythrina haerdii Verdc.
- Erythrina hazomboay Du Puy & Labat
- Erythrina hennessyae Krukoff & Barneby
- Erythrina herbacea L.
- Erythrina hondurensis Standl.
- Erythrina horrida DC.
- Erythrina huehuetenangensis Krukoff & Barneby
- Erythrina humeana Spreng.
- Erythrina insularis Bailey
- Erythrina johnsoniae Hennessy
- Erythrina lanata Rose
- Erythrina lanceolata Standl.
- Erythrina lanigera P.A.Duvign. & R.Majot-Rochez
- Erythrina latissima E.Mey.
- Erythrina leptopoda Urb. & Ekman
- Erythrina leptorhiza DC.
- Erythrina livingstoniana Baker
- Erythrina lysistemon Hutch.
- Erythrina macrophylla DC.
- Erythrina madagascariensis Du Puy & Labat
- Erythrina megistophylla Diels
- Erythrina melanacantha Harms
- Erythrina mendesii Torre
- Erythrina merrilliana Krukoff
- Erythrina mexicana Krukoff
- Erythrina microcarpa Koord. & Valeton
- Erythrina mildbraedii Harms
- Erythrina mitis Jacq.
- Erythrina montana Rose & Standl.
- Erythrina oaxacana (Krukoff) Barneby
- Erythrina oliviae Krukoff
- Erythrina orophila Ghesq.
- Erythrina pallida Britton
- Erythrina perrieri R.Vig.
- Erythrina peruviana Krukoff
- Erythrina poeppigiana (Walp.) O.F.Cook
- Erythrina polychaeta Harms
- Erythrina pudica Krukoff & Barneby
- Erythrina pygmaea Torre
- Erythrina resupinata Roxb.
- Erythrina rubrinervia Kunth
- Erythrina sacleuxii Hua
- Erythrina salviiflora Krukoff & Barneby
- Erythrina sandwicensis Degener
- Erythrina santamartensis Krukoff & Barneby
- Erythrina schimpfii Diels
- Erythrina schliebenii Harms
- Erythrina senegalensis DC.
- Erythrina sigmoidea Hua
- Erythrina similis Krukoff
- Erythrina smithiana Krukoff
- Erythrina sousae Krukoff & Barneby
- Erythrina speciosa Andrews
- Erythrina standleyana Krukoff
- Erythrina steyermarkii Krukoff & Barneby
- Erythrina stricta Roxb.
- Erythrina suberosa Roxb.
- Erythrina subumbrans (Hassk.) Merr.
- Erythrina sykesii Barneby & Krukoff
- Erythrina tahitensis Nadeaud
- Erythrina tajumulcensis Krukoff & Barneby
- Erythrina tholloniana Hua
- Erythrina thyrsiflora Gomez-Laur. & L.D.Gomez
- Erythrina tuxtlana Krukoff & Barneby
- Erythrina ulei Harms
- Erythrina variegata L.
- Erythrina velutina Willd.
- Erythrina verna Vell.
- Erythrina versicolor Bojer
- Erythrina vespertilio Benth.
- Erythrina vogelii Hook.f.
- Erythrina warneckei Baker f.
- Erythrina williamsii Krukoff & Barneby
- Erythrina yunnanensis S.K.Lee
- Erythrina zeyheri Harv.

## Utilisation
Au Mexique, certaines espèces d’Erythrina sont considérées comme des arbres divinatoires légendaires connus localement comme tsité. 
Leurs graines sont vendues sur les marchés avec celles de Calia secundiflora ce qui laisse supposer un caractère hallucinogène. Elles sont utilisées dans le patolli, un jeu rituel.